# 鄭丁港
鄭丁港，人稱「港哥」，福建人，是香港上市公司太陽國際現任主席，亦是太陽娛樂文化副主席。
目前太陽國際旗下業務包括地產、育馬、礦業、足球、娛樂、賭業等，另外鄭氏亦於澳洲購入5個牧場及13匹雄馬，建立育馬王國。
鄭丁港、 周焯華共同控制太陽城集團，兩人同為太陽城集團旗下多家上市企業的主要股東及董事會成員
由於鄭丁港打理的業務其主要股東之一是被媒體指是黑社會頭目尹國駒的門生周焯華，早前尹國駒出獄前，鄭氏被港澳警方列入觀察名單
帝國集團環球(00776)公布，要約人兼主席鄭丁港，以代價1.87億元向力海控股購入該公司62.46%股權，相當於每股作價1.04元。力海控股由鄭丁港及周焯華各持股50%股權。
他亦是薛凱琪等知名藝人的老闆。
太陽國際(8029)主席鄭丁港二零二零年(24日)發表嚴正聲明，譴責有澳洲傳媒報導失實，澄清自己在澳洲所有商業業務均為合法投資及營運，又指報導已對他的名譽造成不良影響，保留法律追究權利。
周焯華于被捕前以1.4億港幣折價向鄭丁港出售太陽國際集團全部股權，令鄭先生成為太陽國際集團的主要股東